# 时来运转2：米科诺斯的国王
時來運轉2：米科諾斯的國王(The Wog Boy 2: Kings of Mykonos) 是2010年5月20日上映的澳大利亞喜劇電影，也是2000年時來運轉(The Wog Boy)的續集。主演人有 尼克・楊諾普洛斯(Nick Giannopoulos)、 文斯・科洛西莫(Vince Colosimo)和 科斯塔斯・基利亞斯(Costas Kilias)。

## 故事情節
這部電影是從一個名叫帕诺斯（Panos）男人的葬礼开始的。 米哈利斯（Mihalis），一个英俊富有的年轻男子，以为自己会继承帕诺斯（Panos）的所有财产，但是帕诺斯（Panos）把他的遺產留给了别人。葬礼后不久，表兄弟缇密斯（Tzimis）打电话向史蒂芬•卡拉米提斯（Steve）宣布，与帕诺斯（Panos）素未谋面的史蒂芬（Steve）将继承他叔叔的价值250万歐元的沙滩，还有位于米科诺斯希腊度假岛的一间酒馆和一套小别墅。史蒂芬（Steve）看望他来自南斯拉夫的朋友托尼﹒南斯拉夫（Tony the Yugoslav）因为在他父亲的商店偷窃以及贩毒而被捕，失去了商店以及他的心爱的69款美国Pacer车。史蒂芬（Steve Karamitsis）和他刚失去老婆和情人的老朋友弗兰克（Frank）一起坐飞机前往米科诺斯。表兄弟缇密斯（Tzimis）去机场接了这两位朋友，并带史蒂芬快速地（Steve）了解了当地的风土人情。缇密斯（Tzimis）和他来自斯巴达的妻子沃拉（Voula）正在管理史蒂芬（Steve）继承的那间酒馆。史蒂芬（Steve）发现要想继承所有财产，他必须支付110万欧元的税款，因为他不是帕诺斯（Panos）先生的直系后裔。然而史蒂芬（Steve）没有那么多的钱。他们两个人在帕诺斯（Panos）的房子安顿下来并发现了帕诺斯（Panos）的旧车，一台罕见的1964年庞蒂克的卡特利纳和一只名叫阿波罗的克里特(Kri kri)山羊。不久托尼（Tony）也来了，已经设法从澳大利亚当局逃逸，并称自己为托尼是克里特岛人，他以为克里特岛不属于希腊。2名德国环保人士，奥托（Otto）和蒂耶特（Dieter）是来追踪克里特山羊阿波罗这种罕见动物的。史蒂芬（Steve）爱上了一个名叫苏伊（Zoe）的美若天仙的女歌手。她拥有本地夜间“七重罪”酒吧的一半产权。另外一半由米哈利斯（Mihalis）拥有，并且他已与苏伊（Zoe）订婚。弗兰克（Frank）与皮耶鲁（Pierluigi 由Kevin Sorbo扮演）打了一个非常肮脏的赌约。皮耶鲁（Pierluigi 由Kevin Sorbo扮演）被称之为米科诺斯岛的国王，因为他一个月与43名女性发生性行为，缇密斯（Tzimis）说："这个纪录从未并打破"。赌约是诱惑一名耀眼夺目却冷傲势力的意大利美女恩佐（Enza由(Cosima Coppola)扮演）。当故事继续发展，没有人是如看上去的那样。皮耶鲁（Pierluigi 由Kevin Sorbo扮演）不是意大利人而是有秘密工作的美国人，米哈利斯（Mihalis）暗自计划接管这个沙灘，史蒂芬（Steve）并不是他自认为的'外国老'，弗兰克（Frank）也不擅长应对女人，苏伊（Zoe）有一段悲惨的过去并且被米哈利斯（Mihalis）勒索，恩佐（Enza）一点也不势力，帕诺斯（Panos）实际上是史蒂芬（Steve）的亲生父亲。史蒂芬（Steve）试图寻找铁证来证明帕诺斯（Panos）是自己的父亲，但失败了。米哈利斯（Mihalis）插手干预并认领遗产，宣称他可以付清全部税款。他打算卖了沙滩。史蒂芬（Steve）尝试与米哈利斯（Mihalis）拉力赛来竞争财产继承权。托尼（Tony）得到了一些零件为史蒂芬（Steve）修理旁蒂克并（Pontiac）与米哈利斯（Mihalis）的保时捷997比赛。那两个德国人打断了拉力赛并宣布他们在史蒂芬（Steve）的沙滩上发现了对考古学有深远意义的古硬币，但是被阿波罗（Apollo）吞掉了。如果重新取回这枚硬币并递交给相关部门，这个沙滩就变为考古遗址并且不能开采或者出售。米哈利斯（Mihalis）和史蒂芬（Steve Karamitsis）放弃了赛车，开始寻找硬币并为其争吵。最后苏伊（Zoe）插手干预并且递交了相关文件来证明帕诺斯（Panos）是史蒂芬（Steve）的親生父亲。史蒂芬（Steve）获得了遗产继承权并且放弃了那片沙滩，那片沙滩成为历史遗址，后来用山羊的名字为那片沙滩取名为阿波罗。苏伊（Zoe）最终摆脱了米哈利斯（Mihalis）的控制。电影以大家在岛上一齐唱由Men at Work演唱的"Down Under" 结尾。

## 电影反响
这部电影获得普遍的负面评价。回顾烂番茄网站(Rotten Tomatoes) 的报告22%的好评率-基于9条评价，总分10分平均得分4.8。.

澳大利亚的电视节目上映电影(At the Movies)中的影评人玛格丽特玛格丽特•彭慕兰（Margaret Pomeranz）和大卫•斯特拉顿（David Stratton）都给这部影片负面评论，并颁发了2.5颗星和2颗星的评价，最高分为5分。“这部电影更精准的展示了在澳大利亚的外国佬。”'

肖恩•卡勒夫（Shaun Micallef）在“谈谈我们这一代人”（Talkin' 'Bout Your Generation)
节目中用了该电影作为恶作剧来堵别人的话。

## 演员表
- 尼克•扬诺普洛斯（Nick Giannopoulos）扮演 史蒂芬•卡拉米提斯（Steve Karamitsis）
- 文斯•科洛西莫（Vince Colosimo）扮演 弗兰克（Frank）
- 泽塔•玛克日波利（Zeta Makrypoulia）扮演 苏伊（Zoe）
- 科斯塔斯•基利亚斯（Costas Kilias）扮演 托尼﹒南斯拉夫或托尼﹒克里特（Tony the Yugoslav or Tony the Cretan）
- 亚历克斯•迪米崔德新（Alex Dimitriades）扮演 米哈利斯（Mihalis）
- 凯文•索伯（Kevin Sorbo）扮演 皮耶鲁（Pierluigi）
- 科西玛•科波拉（Cosima Coppola）扮演 恩佐（Enza）
- 迪米特里斯•斯塔日瓦斯（Dimitris Starovas）扮演 缇密斯（Tzimis）
- 加里尼•泽瓦（Galini Tseva）扮演 沃拉（Voula）
- 托尼•尼克拉克保罗斯（Tony Nikolakopoulos）扮演西奥（Theo）
- 托马斯•海涅（Thomas Heyne）扮演 奥托（Otto）
- 马里奥•赫特尔（Mario Hertel）扮演 蒂耶特（Dieter）

## 其他
- 澳大利亚电影院(Cinema of Australia)
- 希腊电影院(Cinema of Greece)

## 其他链接
- 官方网站(官方网站)
- <<时来运转2：米科诺斯的国王>>网上电影数据互联网电影数据库（IMDb）上《The Wog Boy 2: Kings of Mykonos》的资料（英文）